# Піл (річка)
Піл (Teetł'it Gwinjik мовою гвічин) — притока річки Маккензі на Юконі та Північно-Західних територіях Канади. Її витік знаходиться в горах Огілві в центральному Юконі, де зливаються річки Огілві та Блекстоун. Її головні притоки:
- Огілві
- Блекстоун
- Гарт
- Вінд-Ривер
- Боннет-Плюм
- Снейк

Піл впадає до Маккензі в дельті Маккензі. Однак, рукав Піла є витоком русла, яке пізніше збирає рукави Маккензі. Це означає, що руслом можна плисти довше вниз за течією, поки воно саме не розійдеться в спільну дельту.

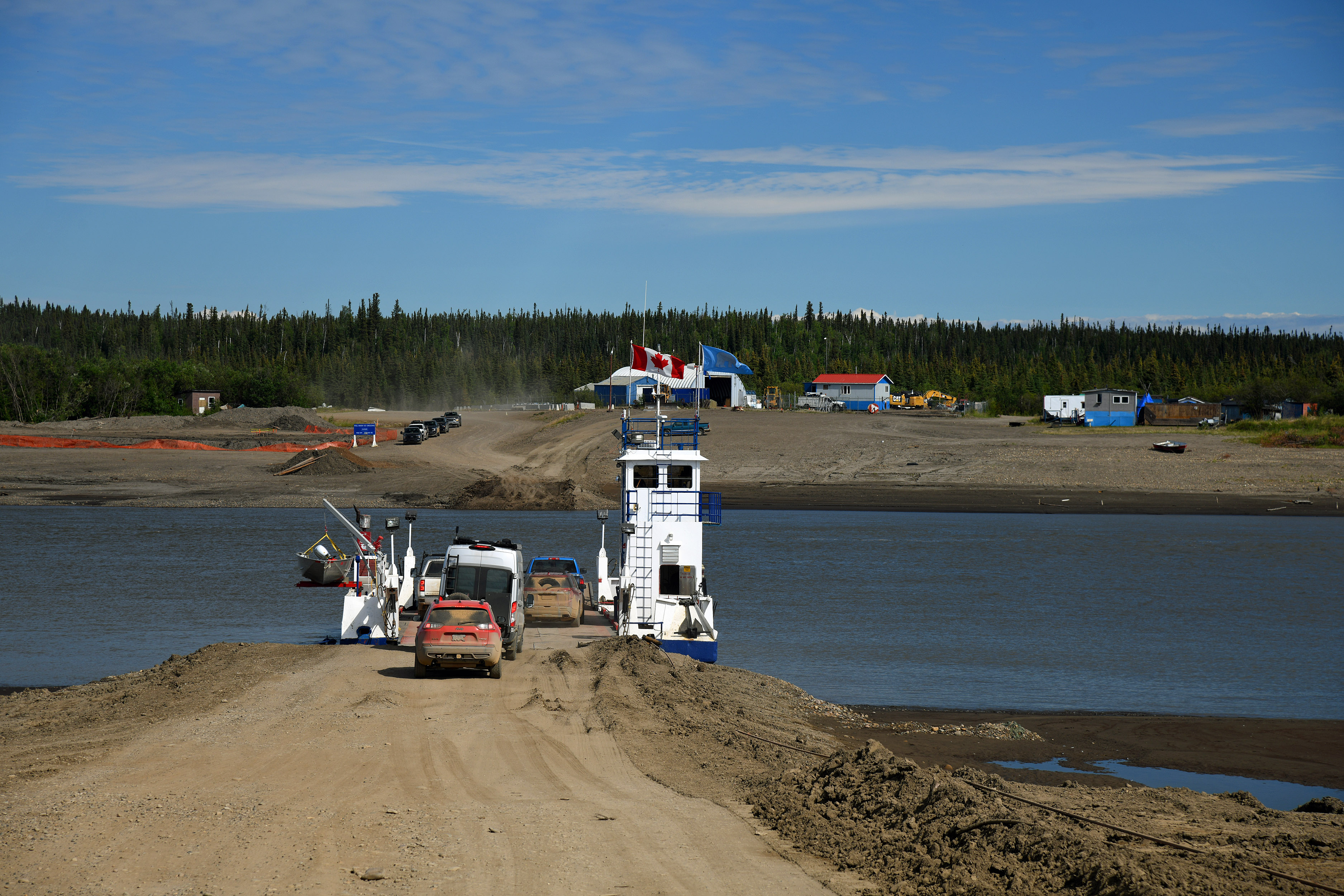
Поромна переправа через Піл. Шосе Демпстер, вид з півдня

Шосе Демпстер перетинає Піл у Форт-Макферсоні — єдиному населеному пункті на річці: тут працює пором у літні місяці та крижаний міст взимку.
Юконська частина водозбору Піла перебуває в процесі планування землекористування. Стівен Кокель, фахівець з вічної мерзлоти, задокументував значні зміни в балансі розчинених іонів у воді річки, коли вічна мерзлота регіону починає танути. Зокрема відмітив збільшення кількості іонів таких елементів, як кальцій і сірка.